# (9722) Levi-Montalcini
(9722) Levi-Montalcini – planetoida z pasa głównego asteroid okrążająca Słońce w ciągu 3 lat i 270 dni w średniej odległości 2,41 j.a. Została odkryta 4 marca 1981 roku w Europejskim Obserwatorium Południowym przez Henriego Debehogne i Giovanniego de Sanctisa. Nazwa planetoidy pochodzi od Rity Levi-Montalcini (1909 - 2012), amerykańskiej uczonej włoskiego pochodzenia, laureatki Nagrody Nobla w dziedzinie medycyny. Przed nadaniem nazwy planetoida nosiła oznaczenie tymczasowe (9722) 1981 EZ.